# Карбоннель, Андре
Андре Карбоннель (фр. André Carbonnelle; 3 января 1923, Турне, Эно — 30 ноября 2015, Уккел) — бельгийский хоккеист на траве, полевой игрок. Участник летних Олимпийских игр 1948, 1956 и 1960 годов.

## Биография
Андре Карбоннель родился 3 января 1923 года в бельгийской коммуне Турне.
Начал заниматься хоккеем на траве, после того как переехал на учёбу в Антверпен.
Играл за «Антверпен», а когда перебрался для продолжения учёбы в Брюссель, защищал цвета «Расанта» из Волюве-Сен-Ламбера.
В 1948 году вошёл в состав сборной Бельгии по хоккею на траве на летних Олимпийских играх в Лондоне, поделившей 7-9-е места. В матчах не участвовал.
В 1956 году вошёл в состав сборной Бельгии по хоккею на траве на летних Олимпийских играх в Мельбурне, занявшей 7-е место. Играл в поле, провёл 3 матча, мячей не забивал.
В 1959 году в составе сборной Бельгии был награждён национальной премией за спортивные заслуги.
В 1960 году вошёл в состав сборной Бельгии по хоккею на траве на летних Олимпийских играх в Риме, занявшей 11-е место. Играл в поле, провёл 3 матча, мячей не забивал.
Умер 30 ноября 2015 года в бельгийском городе Уккел.

## Семья
Младший брат — Эдди Карбоннель (1926—2004), бельгийский хоккеист на траве. Участник летних Олимпийских игр 1960 года.